# Система аэропортов Хьюстона
Система аэропортов Хьюстона (англ. Houston Airport System) — организация в Хьюстоне (США), занимающаяся управлением городских аэропортов: Хьюстон Интерконтинентал имени Джорджа Буша, аэропорт имени Уильяма П. Хобби и аэропорт Эллингтон. 

## История
Открытый в 1927 году аэропорт имени Уильяма П. Хобби в качестве посадочной площадки был в 1937 году выкуплен муниципалитетом Хьюстона и реконструирован, с чего началась история авиаперевозок. Во время Второй мировой войны аэродром служил тренировочным полигоном, а первый международный рейс был принят в 1948 году. Ещё в 1950-е годы аэропорт оказался перегруженным, в результате чего для снижения нагрузки на единственный аэропорт в городе в 1969 году был построен второй аэропорт — Хьюстон Интерконтинентал, однако часть перевозчиков осталась в старом аэропорту. 
Аэропорт Эллингтон, построенный в 1917 году, стал тренировочным центром военно-воздушных сил, но был закрыт в 1920 году и восстановлен в 1941 году в свете Второй мировой войны в качестве тренировочной базы для лётчиков и штурманов. После войны аэропорт продолжил быть тренировочным центром для воздушных войск, в настоящее время он служит объектом для нужд НАСА, вооружённых сил США, Министерства внутренней безопасности и разных арендаторов гражданской авиации общего назначения. В 2015 году аэропорт стал 10-м в США лицензированным коммерческим космодромом. 

## Показатели деятельности
Пассажиропоток крупнейшего в городе аэропорта Хьюстон Интерконтинентал в 2021 году составил 31,9 миллионов человек, аэропорт занял 23 место среди аэропортов мира данному показателю и 12 место среди аэропортов США, а пассажиропоток аэропорта имени Уильяма П. Хобби составил 10,8 миллионов человек, что ставит аэропорт на 34 место в США по загруженности. 